# 顧悅履
顾悦履（？—？），字丹宸，号秋崖，浙江海宁人。清朝官員。

## 生平
康熙三十三年（1694年）甲戌科一甲第三名進士（探花）。授翰林院编修。康熙四十二年，出督山東學政。累官内阁学士兼礼部侍郎。
顾悦履能诗善文，曾任《子史精华》、《佩文韵府》总裁官，因积劳离开人世。

## 家族
子顾五达亦中進士，點翰林院庶吉士，并奏请繼承父业，得谕旨应允。為家门一时荣耀。